# Hewitt (Texas)
Hewitt és una ciutat al Comtat de McLennan a l'estat de Texas. Segons el cens del 2000 tenia 11.085 habitants.

## Demografia
Segons el cens del 2000, Hewitt tenia 11.085 habitants, 3.931 habitatges, i 3.223 famílies. La densitat de població era de 621,2 habitants per km².
Dels 3.931 habitatges en un 45,6% hi vivien nens de menys de 18 anys, en un 68,3% hi vivien parelles casades, en un 10,9% dones solteres, i en un 18% no eren unitats familiars. En el 14,2% dels habitatges hi vivien persones soles el 3,3% de les quals corresponia a persones de 65 anys o més que vivien soles. El nombre mitjà de persones vivint en cada habitatge era de 2,82 i el nombre mitjà de persones que vivien en cada família era de 3,12.
Per edats la població es repartia de la següent manera: un 29,9% tenia menys de 18 anys, un 7,6% entre 18 i 24, un 33% entre 25 i 44, un 22,8% de 45 a 60 i un 6,7% 65 anys o més.
L'edat mediana era de 33 anys. Per cada 100 dones de 18 o més anys hi havia 91,2 homes.
La renda mediana per habitatge era de 55.469 $ i la renda mediana per família de 59.409 $. Els homes tenien una renda mediana de 38.560 $ mentre que les dones 24.659 $. La renda per capita de la població era de 22.263 $. Aproximadament el 2,2% de les famílies i el 2,9% de la població estaven per davall del llindar de pobresa.

## Poblacions properes
El següent diagrama mostra les poblacions més properes.